# Oktober 1993
Portal Geschichte | Portal Biografien | Aktuelle Ereignisse | Jahreskalender | Tagesartikel

◄ |
19. Jahrhundert |
20. Jahrhundert
| 21. Jahrhundert

◄ |
1960er |
1970er |
1980er |
1990er
| 2000er | 2010er | 2020er | ►

◄ |
1989 |
1990 |
1991 |
1992 |
1993
| 1994 | 1995 | 1996 | 1997 | ►

◄ |
Juli 1993 |
August 1993 |
September 1993 |
Oktober 1993 |
November 1993 |
Dezember 1993 |
Januar 1994 |
►
Dieser Artikel behandelt aktuelle Nachrichten und Ereignisse im Oktober 1993.

## Tagesgeschehen

### Freitag, 1. Oktober 1993
- Frankfurt am Main/Deutschland: Hans Tietmeyer wird als Nachfolger von Helmut Schlesinger Präsident der Bundesbank.[1]

### Sonntag, 3. Oktober 1993

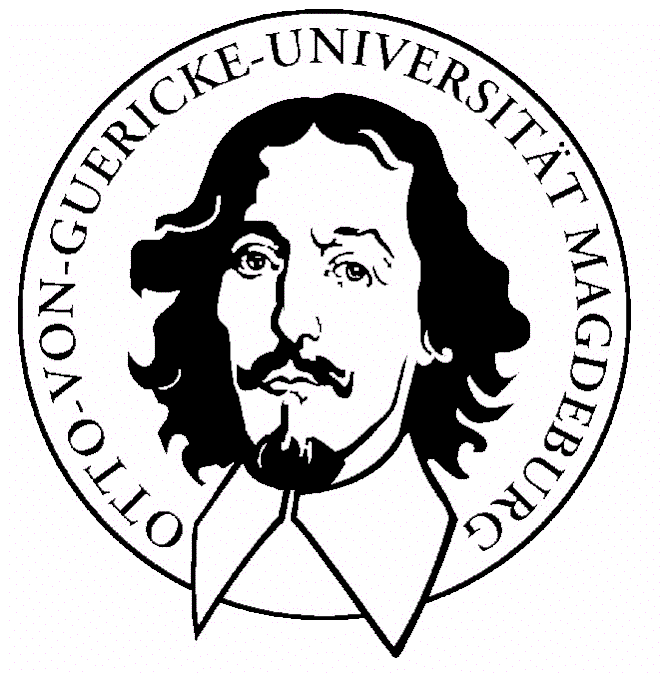
Logo der Otto-von-Guericke-Universität

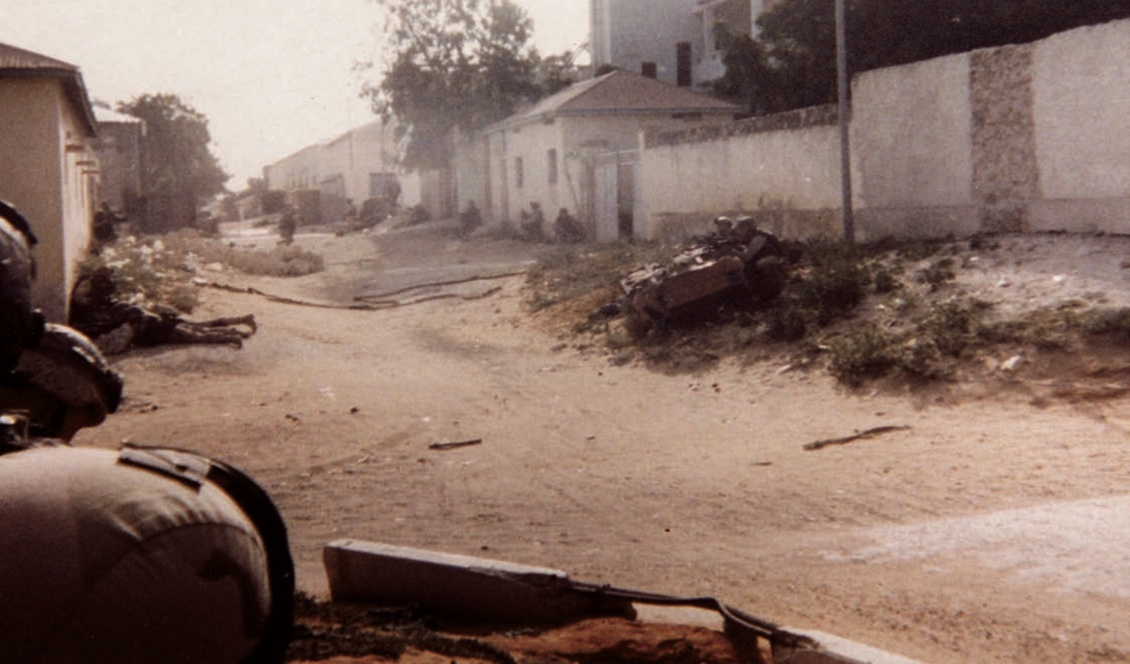
Mogadischu, 3. Oktober

- Magdeburg/Deutschland: Die Technische Universität, die Pädagogische Hochschule und die Medizinische Akademie Magdeburg werden zu einer singulären Hochschule zusammengeschlossen, die den Namen Otto-von-Guericke-Universität erhält.[2]
- Mogadischu/Somalia: Im Rahmen der ersten Mission der Vereinten Nationen (UN) zur Schaffung von Frieden in einem Mitgliedstaat schleifen einheimische Zivilisten die Leiche eines Soldaten aus den Vereinigten Staaten durch die umkämpfte Stadt. Der Fernsehsender CNN verbreitet die für die USA demütigenden Bilder um die Welt. In Somalia existiert seit 1991 keine staatliche Regierungsgewalt mehr und das Land wird u. a. von der UN als „gescheiterter Staat“ bezeichnet.[3][4]
- Moskau/Russland: Der Präsident Russlands Boris Jelzin ruft wegen der Weigerung der Führung des Parlaments, eine Verfassung zu verabschieden, und nach dem Votum der Parlamentarier, ihn als Regierungschef durch Alexander Ruzkoi abzulösen, für Moskau den Notstand aus.[5][6]

### Montag, 4. Oktober 1993

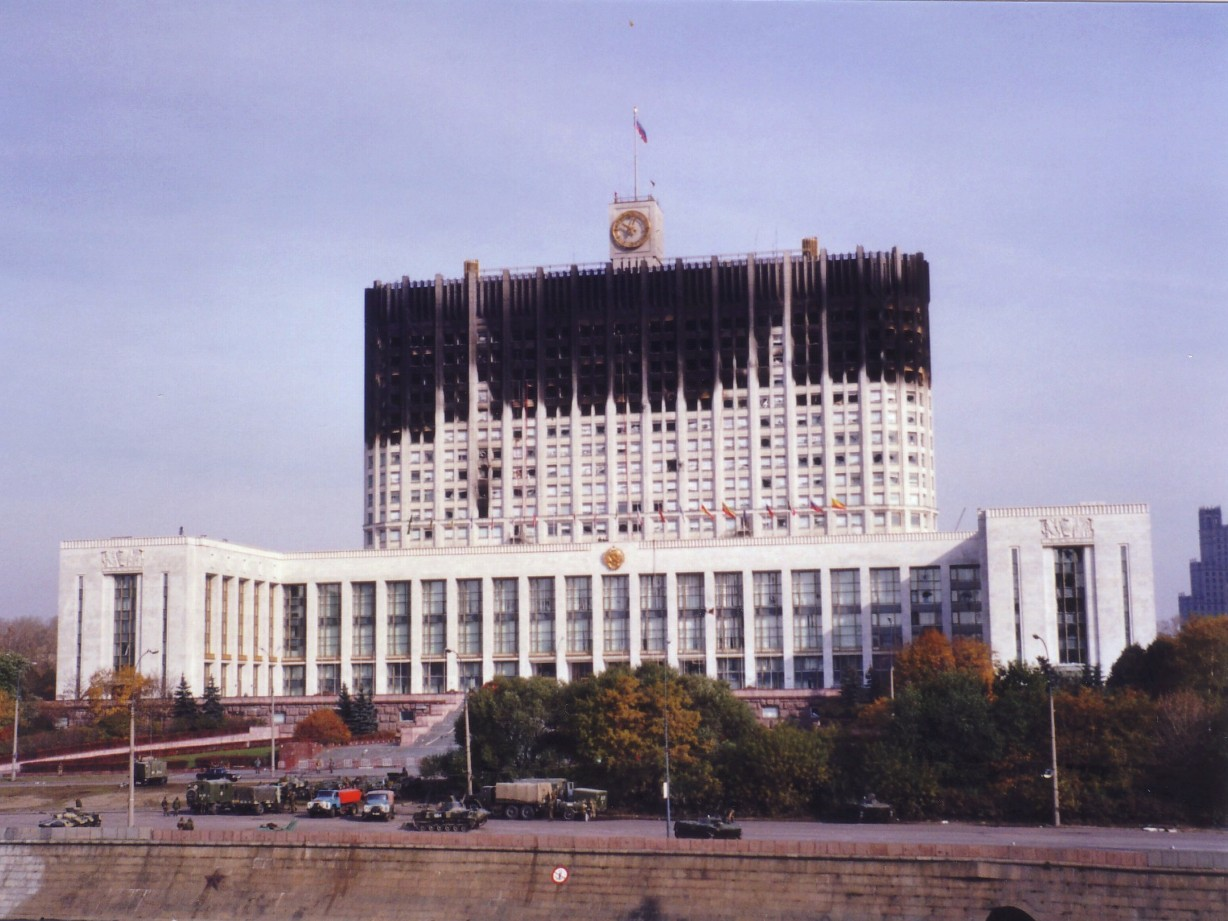
Moskau, Russland

- Frankfurt am Main/Deutschland: Die Rockband Böhse Onkelz veröffentlicht die Studioalben Schwarz und Weiß, auf denen sie sich textlich zum ersten Mal gegen Neonazi-Gewalt ausspricht („Ich sehe blinden Hass, blinde Wut …“). In der rechtsextremen Szene ist die Band wegen Texten aus ihren Anfangsjahren sehr beliebt („Ja, wir seh'n uns in jedem Fall, im Sommer '84 beim Frankreichüberfall“).[7][8]
- Moskau/Russland: Präsident Boris Jelzin siegt im Machtkampf gegen das Parlament durch robustes Vorgehen der Streitkräfte und der Polizei gegen das Parlamentsgebäude und gegen jegliche erkennbaren Befürworter seiner Ablösung im Amt des Präsidenten. Die Krise entstand durch Jelzins Anordnung umfassender marktwirtschaftlicher Reformen, welche der Mehrheit der Volksvertreter zu weit gingen.[9]

### Dienstag, 5. Oktober 1993
- New York/Vereinigte Staaten: Der Sicherheitsrat der Vereinten Nationen beschließt in seiner Resolution 872 eine friedenserhaltende Mission im afrikanischen Staat Ruanda.[10]

### Donnerstag, 7. Oktober 1993
- Stockholm/Schweden: Die Amerikanerin Toni Morrison erhält in diesem Jahr den Nobelpreis für Literatur. Eines ihrer bekanntesten Werke ist Solomons Lied.[11]
- Straßburg/Frankreich: Rumänien tritt als 32. Mitgliedstaat dem Europarat bei.[12]

### Freitag, 8. Oktober 1993
- Frankfurt am Main/Deutschland: Der Aktienindex DAX für die 30 größten an der Börse Frankfurt gelisteten Unternehmen erreicht erstmals einen Schlussstand oberhalb der Marke von 2.000 Punkten. Seit dem ersten Handelstag mit Echtzeit-DAX im Jahr 1988 legte dieser um circa 75 % zu.[13]

### Sonntag, 10. Oktober 1993
- Athen/Griechenland: Bei der vorgezogenen Parlamentswahl tritt das rechtskonservative Lager geschwächt an. Im Juni spaltete sich von der Nea Dimokratia (ND), der Partei des amtierenden Ministerpräsidenten Konstantinos Mitsotakis, die Politiki Anixi ab. Auf die ND entfallen rund 8 % weniger Stimmen als bei der letzten Wahl, während sich 47 % der Wähler für die sozialdemokratische Partei Pasok mit ihrem Spitzenkandidaten Andreas Papandreou entscheiden.[14]
- Frankfurt am Main/Deutschland: Der deutsche Theologe und Bürgerrechtler Friedrich Schorlemmer erhält den Friedenspreis des Deutschen Buchhandels.[15]

### Montag, 11. Oktober 1993
- Oslo/Norwegen: Unbekannte Täter schießen auf den Verleger William Nygaard. Damit wird zum dritten Mal ein Attentat auf einen Verleger des Buchs Die satanischen Verse des indischstämmigen britischen Schriftstellers Salman Rushdie verübt, zu dessen Ermordung aus religiösen Gründen im Jahr 1989 der Oberste Religionsführer der Islamischen Republik Iran Ajatollah Ruhollah Chomeini aufrief. Nygaard wird durch drei Schüsse schwer verletzt.[16]
- Stockholm/Schweden: Den Nobelpreis für Physiologie oder Medizin werden in diesem Jahr der Brite Richard John Roberts und der Amerikaner Phillip Allen Sharp „für ihre Identifizierung des diskontinuierlichen Aufbaus einiger Erbanlagen von Zellorganismen“ erhalten.[17]

### Dienstag, 12. Oktober 1993
- Karlsruhe/Deutschland: Im Maastricht-Urteil weist das Bundesverfassungsgericht die Beschwerde zurück, dass die Ablösung der Europäischen Gemeinschaften durch die Europäische Union die Selbstbestimmung der Bundesrepublik Deutschland verfassungswidrig einschränke.[18]

### Mittwoch, 13. Oktober 1993
- Stockholm/Schweden: Der Amerikaner Kary Mullis und der Kanadier Michael Smith werden in diesem Jahr den Nobelpreis für Chemie erhalten. Die Stiftung ehrt ihr Verfahren zur Mutagenese im Erbgut. Der Nobelpreis für Physik wird in diesem Jahr an die Amerikaner Russell Hulse und Joseph Hooton Taylor Jr. für ihre Forschung auf dem Gebiet der Gravitationsphysik und der Alfred-Nobel-Gedächtnispreis für Wirtschaftswissenschaften an ihre Landsmänner Robert Fogel und Douglass North „für ihre Erneuerung der wirtschaftsgeschichtlichen Forschung“ verliehen.[19][20]

### Freitag, 15. Oktober 1993
- Athen/Griechenland: Im Streit um den Namen „Mazedonien“ spricht sich der neugewählte Ministerpräsident Andreas Papandreou von der Partei Pasok dafür aus, den Kontakt Griechenlands zur Republik Mazedonien abzubrechen.[21]
- Oslo/Norwegen: Für „ihren Beitrag zur Beendigung der Apartheid in Südafrika“ werden Nelson Mandela und Frederik Willem de Klerk den diesjährigen Friedensnobelpreis erhalten.[22]

### Samstag, 16. Oktober 1993
- Darmstadt/Deutschland: Die Deutsche Akademie für Sprache und Dichtung verleiht den Georg-Büchner-Preis an den Deutschen Peter Rühmkorf.[23]

### Donnerstag, 21. Oktober 1993

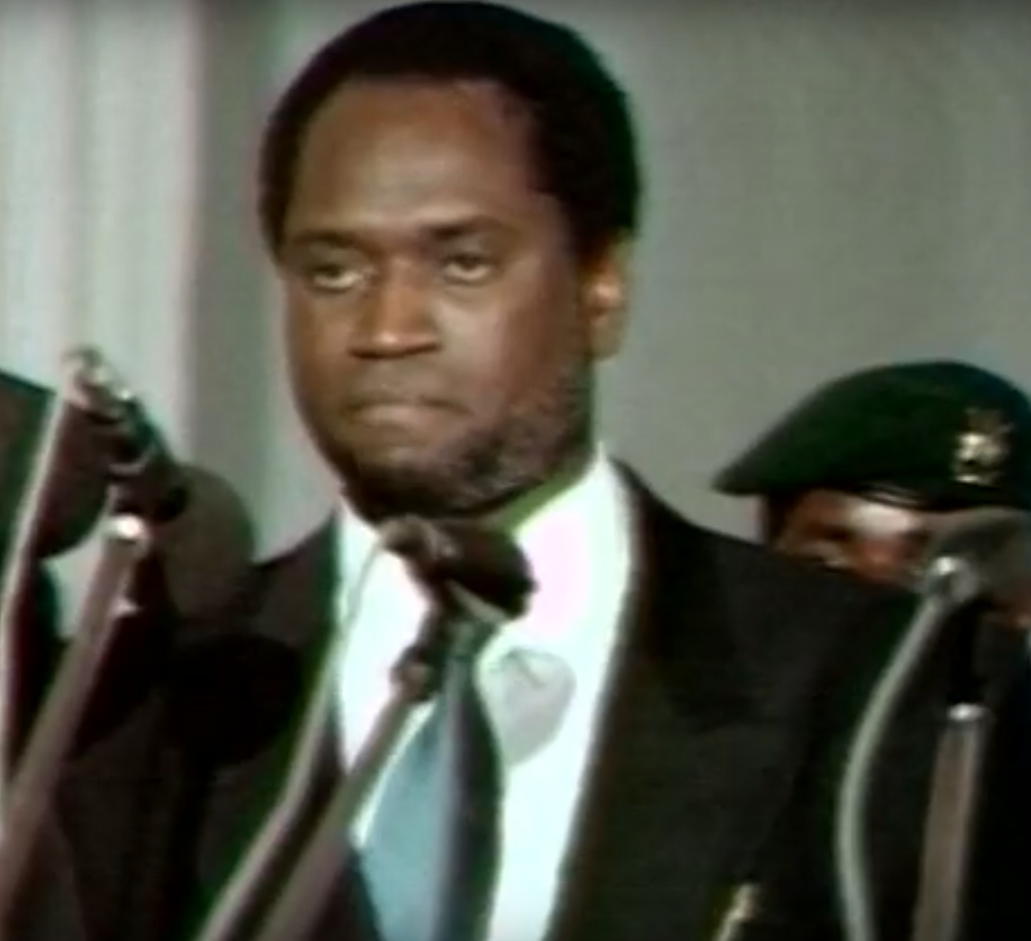
Melchior Ndadaye

- Bujumbura/Burundi: Angehörige der Streitkräfte unter Führung von François Ngeze verüben ein Attentat auf den in freier Wahl bestimmten Präsidenten Melchior Ndadaye. Neues Staatsoberhaupt und Nachfolger des erst im Juni ins Amt erhobenen Ndadaye ist Ngeze.[24]
- London/Vereinigtes Königreich: Nachdem die Schach-Organisation FIDE ihren amtierenden Weltmeister Garri Kasparow aus Russland disqualifizierte und dieser den Verband gemeinsam mit seinem regulären Herausforderer Nigel Short aus dem Vereinigten Königreich verließ, ermitteln beide Spieler innerhalb des neugegründeten Verbands Professional Chess Association einen alternativen Weltmeister. Kasparow entscheidet den Vergleich nach 20 von 24 Partien für sich.[25]

### Freitag, 22. Oktober 1993
- Berkeley/Vereinigte Staaten: Ein Jahrzehnt nach den ersten konkreten Entwürfen zu einem „Synchrotron der dritten Generation“ wird am Lawrence Berkeley National Laboratory der Ringbeschleuniger „Advanced Light Source“ (deutsch Hochentwickelte Lichtquelle) eingeweiht.[26]

### Samstag, 23. Oktober 1993
- Kailua-Kona/Vereinigte Staaten: Wie im Vorjahr gewinnen den Ironman Hawaii bei den Frauen Paula Newby-Fraser, die inzwischen die Staatsbürgerschaft der Vereinigten Staaten besitzt, und bei den Herren Mark Allen aus den Vereinigten Staaten.[27][28]

### Sonntag, 24. Oktober 1993
- Vaduz/Liechtenstein: Bei den Landtagswahlen baut die sozial-konservative Vaterländische Union (VU) ihren knappen Vorsprung der Wahl im Februar aus und erreicht 50,12 % der Parteistimmen. Die christlich-konservative Fortschrittliche Bürgerpartei erhält 41,34 % und damit zwei Mandate weniger als die VU.[29]

### Montag, 25. Oktober 1993
- Eisenach/Deutschland: Der Thüringer Landtag verabschiedet auf der Wartburg die Verfassung des Landes Thüringen.[30]

### Dienstag, 26. Oktober 1993
- Berlin/Deutschland: Das Landgericht verurteilt den ehemaligen Minister für Staatssicherheit der DDR Erich Mielke wegen gemeinschaftlich begangenen Mordes in zwei Fällen und versuchten Mordes in einem Fall zu sechs Jahren Haft. In der Beweisführung waren Staatsanwälte und Sachverständige auf lückenhaftes Material aus dem Jahr 1931 angewiesen, dieser Umstand und sein hohes Alter (85 Jahre) wirkten sich für Mielke günstig aus. Seine Sympathisanten nennen das Urteil „Siegerjustiz“ und der Prozess sei als Strafe für die politische Rolle des Angeklagten in der DDR aufzufassen.[31]